# Kate Frost
Kate Frost (* 25. November 1980 in Mesa, Arizona) ist eine US-amerikanische Pornodarstellerin.

## Karriere
Sie besuchte die Bostrom Alternative High School und die Metro Tech für Modedesign. Frost begann ihre Karriere in der Hardcorebranche im Jahr 2000. Sie ist auch in den Adult-Kabel-TV Produktionen Night Calls, Sexy Girls Next Door und Sex Court zu sehen sowie in unterschiedlichen Sendungen für die Sender Cinemax und HBO. Frost drehte bereits für die Studios Club Jenna, Brazzers, Evil Angel und Vivid Entertainment Video. Zu ihren Filmen, an denen sie mitgewirkt hat, gehören The Violation of Kate Frost, The Fashionistas, Big Tits at School Vol. 1 und Tristan Taormino's Ultimate Guide to Anal Sex for Women 2.

## Auszeichnungen
- 2002: AVN-Award-Gewinner – Best All-Girl Video – The Violation of Kate Frost[1]
- 2003: AVN Award-Gewinner – Best Anal Sex Scene (Film) – The Fashionistas (mit Rocco Siffredi)[2]